# Лісневичі
Лі́сневичі — частина міста Пустомити на Львівщині, колишнє підміське село.

## Географія та назва
Лісневичі знаходяться на березі річки Ставчанки за 2 км на південний схід від райцентру. Така сама відстань й до найближчої залізничної станції Пустомити. За площею та чисельністю населення належить до середніх за величиною. Розбудувалося село вздовж долини річки Ставчанки з одного боку, з протилежного — на віддалі 3-4 кілометрів — його оточує лісовий масив.
Назва села, на думку фахівців, виникла в результаті того, що розташоване в оточенні лісів.
Річка Ставчанка відмежовує Лісневичі тепер вже від міста Пустомити та села Глинна на сході. З північної сторони простягаються великі стави в напрямі села Ставчани. Стави і луки від села відмежовувало велике громадське пасовище.
З двох сторін вздовж Лісневичів проходять дві гілки залізничні колії: з південного сходу — Львів-Стрий, з південного заходу — Львів-Самбір.

## Населення
У 1989 році в селі мешкало 1160 осіб. Село завжди було українським: за даними перепису 1880 року в селі мешкало 883 особи, із них 793 українці, а в документах 1925 року значиться 88 українців, 173 — поляки, 42 — інших національностей. Станом на 2003 рік в Лісневичах понад 370 дворів та мешкало 1350 осіб.

## Історія
Перша згадка про село Лісневичі датується 1390 роком, хоча за іншими, більш надійними джерелами — 1396 роком.
Лісневичі — давнє поселення, що розкинулося на захід від населеного пункту Пустомити, згодом стало його частиною. В Лісневичах є кілька цікавих пам'яток, серед яких руїни класицистичного палацу початку XIX століття.
Велика частина земель Лісневич у різні роки належала шляхтичам. У першій половині XIX століття вони належали до Богуцьких, від 1850 рок — до Шолайських, наприкінці XIX століття — до Сабіни Семіновської. Власницею панського маєтку та земель із лісом була Марія Стройновська, а останньою (до 1939 року) власницею маєтку була її внучка — Йоанна Медейська.
У 1913 році в селі відбулося посвячення церкви святого Симеона, на котрому був присутній глава греко-католицької церкви Митрополит Андрей Шептицький. В селі активно діяв осередок жіночої організації «Союз українок», очолюваний Катериною та Юлією Мотами.
У 1933 році силами громади й активістів товариства «Просвіта» в Лісневичах на землі, викупленій в орендаря Хаїма, спорудили триповерхову цегляну будівлю Народного Дому.
Лісневичі брали активну участь в національному та політичному житті краю. 17 травня 1936 року в Лісневичах відбулася районна політична нарада Українського національно-демократичного об'днання. Окрім місцевих жителів були присутні представники з Пустомит, Місток, Глинни, Нагорян, Милошович, Підсадок. На нараді був присутнім голова УНДО і Української Парляментарної Репрезентації в польському сеймі Василь Мудрий. Він закликав присутніх до єдності та організованого опору комунізму.
В 1940—1941 роках в Лісневичах функціонувала сільська рада. Відновлена у 1944 році, вона діяла до 1956 року в одному з будинків колишнього панського маєтку. Там же знаходилися лікарня, бурильно-будівельне управління, а згодом — майстерні.
З початком німецько-радянської війни в Лісневичах та інших довколишніх селах, зокрема в Поршні, Милошовичах, Оброшиному, місцеві жителі формували загони, захоплювали станицю міліції та, озброївшись крісами, виганяли рештки представників радянської влади. Через це над селом нависла загроза з боку НКВС, однак через швидке просування німецької армії, місцевим жителям вдалося уникнути масових репресій.
31 серпня 1941 року відбулося урочисте посвячення могили в центрі села, насипаної місцевими мешканцями в пам'ять про загиблих під час сталінських репресій 1939—1941 років односельців
19 лютого 1988 року село Лісневичі було включено до складу м. Пустомити.

## Пам'ятки архітектури

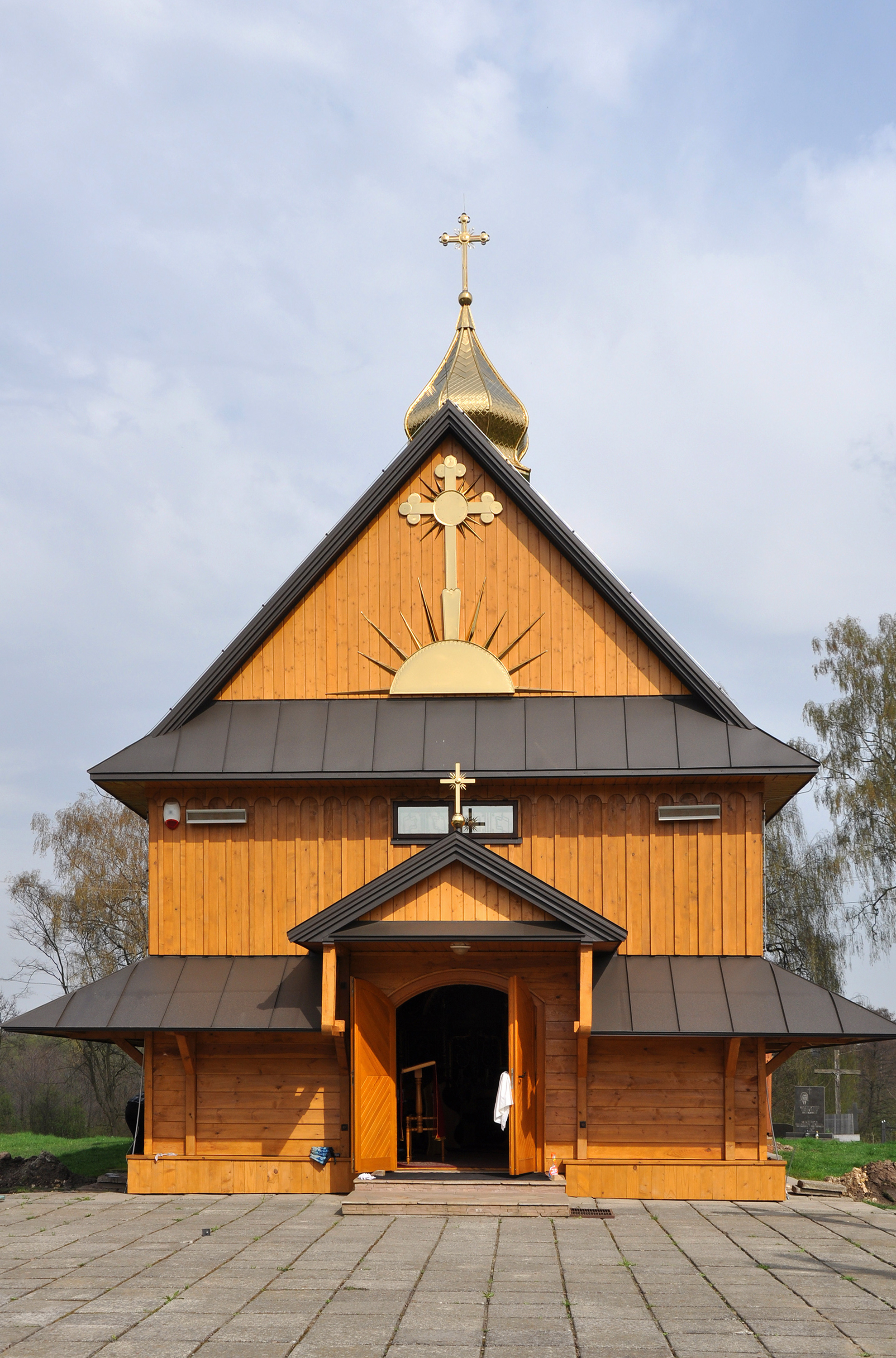
Церква святого Симеона Стовпника

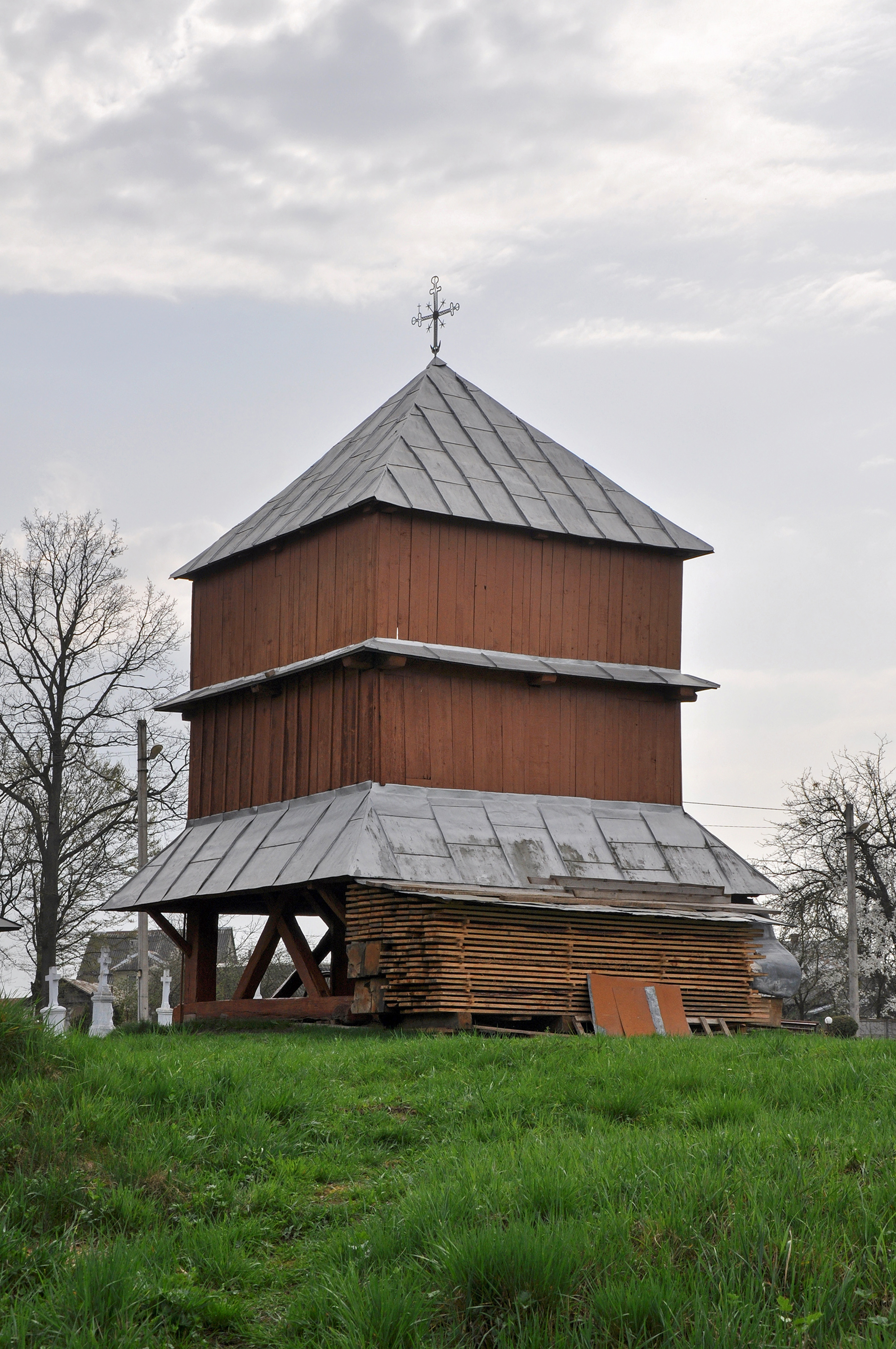
Дзвіниця церква св. Симеона Стовпника

Дерев'яна церква святого Симеона Стовпника — пам'ятка архітектури національного значення, стоїть на околиці села, біля цвинтаря. На одвірку західних дверей церкви різьблений напис (переклад з «Інскрипції на дерев'яних церквах» В. Слободян): «Церква ця св. Симеона побудована Р. Б. 1828, а помальована 1895».
Витягнута у плані будівля розміром 16,8×10,3 м з гранчастим вівтарем і симетрично прибудованими до нього ризницями. Класичні нава та бабинець об'єднані в одне приміщення. Можливо, так зробили під час однієї з перебудов. Церква накрита двосхилим дахом, гребінь якого завершений світловим ліхтарем з маківкою. Оточена піддашшям, яке прикрашене звисаючими вазонами. На фронтоні церкви яскраво-жовтим виділене сонце, що сходить, і високий хрест, встановлений на ньому.
На північ від храму стоїть триярусна дзвіниця розміром 4,2×4,2 м. Навколо церкви багато вільного простору, що дає можливість безперешкодно оглядати її з будь-якої відстані.
У 1813 році в Лісневичах відбулося посвячення церкви в день святого Симеона Стовпника. Будувалась церква з дубових колод, без застосування металевих цвяхів та конструкцій наприкінці XVIII століття. Про те, що церква збудована значно раніше 1813 року, свідчить конструкція самої будівлі. На освячення церкви приїжджав Андрей Шептицький.
Спочатку планувалося її будувати на полі за селом, але коли господарі почали звозити матеріали для будови церкви, коні сполошилися, понеслися назад до села та зупинилися аж на околиці, де нині стоїть дерев'яна церква.
Перед війною був розроблений проєкт будови нової кам'яної церкви, але війна перешкодила здійснення цього задуму. 13 січня 1968 року церква була закрита та знята з реєстрації.
На горищі церкви у 1970-х роках був знайдений оригінал примірника «Апостола», видрукованого першодрукарем Іваном Федоровичем у 1574 році, що нині знаходиться в музеї стародруків у Львові
16 вересня 2013 року відбулися урочистості з нагоди 200-ліття храму Преподобного Симеона Стовпника.

## Млин
У 1936 році в селі Лісневичі був споруджений водяний млин, але перед самою війною, у 1939 році, німцем Андресом та місцевим мешканцем Йосифом Рейтером на місці водяного млина був споруджений механізований; механізми до нього були закуплені у компанії «Сіменс». Млин працює дотепер. Тривалий час головним мірошником у ньому був Андрій Семенович Цимбала.

## Відомі люди
Народилися
- Ярослав Карп'як — репресований громадський діяч НРУ, заступник голови Тернопільської обласної Ради народних депутатів.
- Михайло Шабаковський — перший голова міського Товариства української мови імені Т. Г. Шевченка.

Мешкали
- Володимир Зейлик (1996—2017) — механік-водій окремого батальйону «Донбас-Україна» Сухопутних військ Збройних сил України. Учасник війни на сході України.